# Webster Tarpley
Pour les articles homonymes, voir Tarpley.
Webster Griffin Tarpley est un auteur, journaliste, historien et conférencier conspirationniste américain. Il s'est spécialisé dans la critique des politiques intérieure et extérieure menées par les États-Unis ainsi que dans l'étude des opérations sous faux pavillon (en anglais false flag operations), c'est-à-dire des opérations commandos ou terroristes utilisant de fausses revendications pour provoquer un engrenage conflictuel.
Il est notamment connu pour ses théories complotistes sur les attentats du 11 septembre 2001.

## Biographie
Tarpley est né à Pittsfield, Massachusetts, en 1946. Il obtient, en 1966, un Bachelor of Arts avec la mention summa cum laude en anglais et en italien à l'Université de Princeton, où il devient membre de la fraternité Phi Beta Kappa. Il obtient une bourse  Fulbrigh et se rend à l'Université de Turin. Il obtient aussi un Master of Arts en humanités au Skidmore College et un doctorat à la Catholic University of America en histoire.
Il a commencé sa carrière de journaliste d'investigation en menant, à la demande d'un membre du gouvernement italien, une enquête sur l'assassinat d'Aldo Moro.
Longtemps membre éminent du mouvement Larouche de Lyndon LaRouche (représenté en France par le parti Solidarité et progrès), il s'est présenté sans succès aux élections sénatoriales de 1986 sous cette bannière avant de quitter le mouvement dans les années 1990[réf. nécessaire]. Ses liens avec Larouche, aussi bien personnels qu'idéologiques, restent cependant très forts[réf. nécessaire]. L'apologie du New Deal de Roosevelt, du socialisme, de la philosophie de Leibniz ainsi que la franche hostilité à la couronne d'Angleterre dans ses ouvrages, en sont des marques notables. 
Il a participé à la conférence anti-impérialiste Axis for Peace, organisée en 2005 par Thierry Meyssan du Réseau Voltaire. Rudy Reichstadt, de Conspiracy Watch, qualifie la liste des participants de « who’s who des auteurs conspirationnistes les plus en vue de l’époque. »
Sa biographie de George W. H. Bush (écrite en collaboration avec Anton Chaitkin) aurait inspiré plusieurs ouvrages français, qui toutefois ne l'ont pas cité, notamment à propos des liens entre la famille Bush et les nazis[réf. nécessaire].
Il anime, depuis le début de 2006, sur la radio Republican Broadcasting Network, une émission de géopolitique, le World Crisis Show, comprenant une chronique de l'actualité internationale et des interviews de personnalités.
Plaidant pour l'existence d'un complot interne à l'origine des attentats du 11 septembre, parfois considéré, comme un « conspiratologist », il a participé au Reopen 9/11 Tour organisé en Europe par le philanthrope Jimmy Walter et aux symposium d'Alex Jones en Californie sur les attentats du 11 septembre.

## Théories
Tarpley affirme que l'élection de Barack Obama répondait à une anticipation de la montée d'un mouvement insurrectionnel aux États-Unis. Afin de la tuer dans l'œuf, certains cercles politiques américains auraient mis en scène une pseudo révolution politique intérieure dans laquelle Obama pouvait incarner ces aspirations populaires à plus d'égalité sociale, en façade seulement.

## Publications
- Chi ha ucciso Aldo Moro ? (Qui a tué Aldo Moro ?), 1978
- George Bush: The Unauthorized Biography, 1991,  (ISBN 0943235057)
- Against Oligarchy (1996)
- Surviving the Cataclysm: Your Guide through the Worst Financial Crisis in Human History, (1999)
- La Terreur fabriquée, Made in USA, Éditions Demi-Lune, septembre 2006, 544 pages,  (ISBN 2952557144) (Traduit de l'américain par Tatiana Pruzan et Benoît Kremer)
- Obama: The Postmodern Coup avec Bruce Marshall et Jonathan Mowat, Progressive Press, 2008
- Barack H. Obama: the unauthorized biography, Progressive Press, 2008